# Giulio Pellizzari
Giulio Pellizzari (San Severino Marche, 21 novembre 2003) è un ciclista su strada italiano che corre per il team Red Bull-Bora-Hansgrohe; professionista dal 2022, ha caratteristiche di passista-scalatore.

## Palmarès
- 2023 (Green Project-Bardiani CSF-Faizanè, due vittorie)

Giro del Medio Brenta
8ª tappa Tour de l'Avenir (Val-Cenis > Sainte-Foy-Tarentaise, con la Nazionale italiana)

### Altri successi
- 2023 (Green Project-Bardiani CSF-Faizanè)

Classifica scalatori Carpathian Couriers Race
Classifica giovani Carpathian Couriers Race
- 2024 (VF Group-Bardiani CSF-Faizanè)

Classifica giovani Giro di Slovenia

## Piazzamenti

### Grandi Giri
- Giro d'Italia

2024: 49º
2025: 6º

### Classiche monumento
- Liegi-Bastogne-Liegi

2025: 57º
- Giro di Lombardia

2024: 14º

### Competizioni mondiali
- Campionati del mondo

Zurigo 2024 - Gara in linea Under-23: 11º

### Competizioni continentali
- Campionati europei su strada

Trento 2021 - Gara in linea Juniores: 37º

## Risultati in progressione
Aggiornato a dopo la Vuelta a Burgos
| Competizione                                | 2022          | 2023          | 2024 | 2025 | Vittorie |
| UCI World Tour                              |               |               |      |      |          |
| Volta Ciclista a Catalunya                  | A             | A             | A    | 16°  | 0 / 1    |
| Liège-Bastogne-Liège                        | A             | A             | A    | 57°  | 0 / 1    |
| Giro d'Italia                               | A             | A             | 49°  | 6°   | 0 / 2    |
| Classica di San Sebastián                   | A             | A             | A    | DNF  | 0 / 1    |
| Vuelta a España                             | A             | A             | A    |      | 0 / 0    |
| Giro di Lombardia                           | A             | A             | 14°  |      | 0 / 1    |
| UCI Pro Series                              |               |               |      |      |          |
| Trofeo Laigueglia                           | A             | 106°          | DNF  | A    | 0 / 2    |
| Tour of the Alps                            | A             | 31°           | 8°   | A    | 0 / 2    |
| Giro di Slovenia                            | A             | A             | 3°   | A    | 0 / 1    |
| Vuelta a Burgos                             | A             | A             | A    | 4°   | 0 / 1    |
| Gran Premio Industria e Artigianato         | A             | 15°           | A    |      | 0 / 1    |
| Coppa Sabatini                              | A             | A             | 14°  |      | 0 / 1    |
| Giro dell'Emilia                            | A             | DNF           | 22°  |      | 0 / 2    |
| Tre Valli Varesine                          | 75°           | A             | ND   |      | 0 / 1    |
| Gran Piemonte                               | 106°          | A             | A    |      | 0 / 1    |
| Giro del Veneto                             | A             | A             | 19°  |      | 0 / 1    |
| Veneto Classic                              | A             | A             | 6°   |      | 0 / 1    |
| Campionati nazionali e internazionali       |               |               |      |      |          |
| Campionati italiani in linea                | A             | DNF           | DNF  | DNF  | 0 / 3    |
| Campionati italiani a cronometro            | A             | A             | A    | 11°  | 0 / 1    |
| Campionati mondiali su strada               | A             | A             | 11°  |      | 0 / 1    |
| Altre competizioni                          |               |               |      |      |          |
| Trofeo Calvià                               | A             | A             | A    | 40°  | 0 / 1    |
| Trofeo Ses Salines                          | ND            | A             | A    | 119° | 0 / 1    |
| Gran Premio Apollon Temple                  | ND            | 75°           | A    | A    | 0 / 1    |
| Tour of Antalya                             | A             | ND            | 11°  | ND   | 0 / 1    |
| Umag Trophy                                 | 124°          | A             | A    | A    | 0 / 1    |
| Poreč Trophy                                | 75°           | A             | A    | A    | 0 / 1    |
| Istrian Spring Trophy                       | 66°           | A             | 7°   | A    | 0 / 2    |
| Tour de Taiwan                              | A             | 12°           | A    | A    | 0 / 1    |
| La Popolarissima                            | DNF           | A             | A    | A    | 0 / 1    |
| Settimana Internazionale di Coppi e Bartali | A             | A             | 15°  | A    | 0 / 1    |
| GP Goriška & Vipava Valley                  | A             | 19°           | A    | ND   | 0 / 1    |
| Giro della Romagna                          | Non disputato | Non disputato | 22°  | ND   | 0 / 1    |
| Flèche Ardennaise                           | A             | 4°            | A    | A    | 0 / 1    |
| Trofeo Alcide De Gasperi                    | DNF           | A             | ND   |      | 0 / 1    |
| Giro del Medio Brenta                       | A             | 1°            | A    |      | 1 / 1    |
| Giro d'Austria                              | ND            | A             | 7°   |      | 0 / 1    |
| Sibiu Cycling Tour                          | A             | 12°           | A    |      | 0 / 1    |
| Ronde van de Achterhoek                     | DNF           | A             | A    |      | 0 / 1    |
| Tour du Limousin                            | A             | A             | DNF  |      | 0 / 1    |
| Grand Prix de Plouay                        | ND            | 58°           | A    |      | 0 / 1    |
| Okolo Slovenska                             | 32°           | A             | A    |      | 0 / 1    |
| Giro della Regione Friuli Venezia Giulia    | A             | A             | 2°   |      | 0 / 1    |
| Giro di Toscana                             | A             | DNF           | 14°  |      | 0 / 2    |
| Memorial Marco Pantani                      | ND            | DNF           | 51°  |      | 0 / 2    |
| Giro di Turchia                             | A             | 6°            | A    |      | 0 / 1    |

## Riconoscimenti
- Premio Gino Bartali nel 2024[1]